# Jerry Abbott
Jerry Bob Abbott (Abilene, Texas, 8 de abril de 1942 - 2 de abril de 2024) fue un compositor y productor de música country estadounidense. Fue el padre de los músicos de heavy metal Dimebag Darrell y Vinnie Paul, ambos de Pantera y Damageplan.

## Biografía
Comenzó a tocar el piano a los ocho años y comenzó a tocar la guitarra a los 15 años. Se unió a una banda local a la edad de 18 años y pasó algunos años de gira por Texas, luego comenzó a trabajar como miembro de bandas residentes en numerosos clubes nocturnos. Durante este tiempo, asistió a la universidad y obtuvo un título en negocios. En 1973, Abbott fue contratado como ingeniero de sonido por el propietario de un estudio de grabación local.
Estuvo casado con Norma Carolyn Abbott (née Adkisson) desde 1962 hasta 1979, y el matrimonio produjo dos hijos: Vincent Paul (nacido en 1964) y Darrell Lance (nacido en 1966). Sus hijos cofundaron la banda de heavy metal Pantera en 1981, y Abbott fue el primer mánager de la banda. También produjo los primeros álbumes del grupo Metal Magic (1983), Projects in the Jungle (1984), I Am the Night (1985) y Power Metal (1988), en su estudio de grabación Pantego Sound. Todos estos álbumes fueron lanzados por Metal Magic Records, un sello que Abbott había creado bajo el alias de Jerry Eld'n.
Después de que Pantera accediera a un acuerdo de sello importante con Atco Records en 1989, Abbott dejó su papel como productor de la banda, aunque Cowboys from Hell (1990) y Vulgar Display of Power (1992) se grabaron en Pantego Sound. En Texas, Abbott también se desempeñó como productor del artista de blues de Texas Bugs Henderson. Abbott luego se mudó a Nashville para convertirse en compositor de música country y fundó un nuevo estudio, Abtrax Recording. Far Beyond Driven (1994) se grabó en Abtrax. Abbott tuvo éxito como compositor y recibió créditos como compositor de canciones grabadas por artistas como Emmylou Harris y Freddy Fender.
La exesposa de Abbott, Carolyn, murió en 1999 debido a un cáncer de pulmón. Su hijo menor, Darrell, fue asesinado en 2004 y su hijo mayor, Vincent, murió de un ataque cardíaco en 2018. Los tres están enterrados en el cementerio Moore Memorial Gardens en Arlington, Texas.